# Aspidoscelis lineattissima
Aspidoscelis lineattissima là một loài thằn lằn trong họ Teiidae. Loài này được Cope mô tả khoa học đầu tiên năm 1878.